# Castilleja occidentalis
Castilleja occidentalis là loài thực vật có hoa thuộc họ Cỏ chổi. Loài này được Torr. mô tả khoa học đầu tiên năm 1828.